# Yette la divine
Pour plus de détails, voir Fiche technique et Distribution.
Yette la divine (titre original : Die göttliche Jette) est un film allemand réalisé par Erich Waschneck sorti en 1937.
Le film s'inspire de la vie de la chanteuse Henriette Sontag, surnommé Yette la divine.

## Synopsis
La chanteuse berlinoise Yette Schönborn apparaît avec sa mère et sa sœur Paula au Théâtre Amor de Berlin. Le comte tyrolien Eugen Opalla y est un habitué et Yette est très admirée. Un soir, le comte Opalla cherche Yette dans sa loge. Bien que Yette ne souhaite pas entrer en relation avec le comte, Opalla prend rendez-vous pour passer une audition dans l'élégant Königstädtischen Theater. Yette, accompagnée du régisseur de l'Armortheater Fritz Barsch, du comte Opalla et de sa mère et sa sœur, se rend à l'audition et s'essaie à un air d'opéra. Elle rate. Mais quand elle interprète ensuite un couplet effronté écrit par Barsch, on lui propose un engagement. Ses performances sont un succès complet.
Mais tout le monde n'est pas aussi enthousiasmé. Les épouses du directeur du théâtre Körting, du directeur de banque et du Kommerzienrat n'aiment pas Yette ou ses chansons effrontées et, par intrigue, empêchent Yette d'assister à la réception après sa 50e représentation. Yette l'a découvert par l'intermédiaire du comte Opalla et apparaît à l'événement. Les dames sont condescendantes envers la chanteuse et rentrent tôt chez elles. Yette se débarrasse de la colère chez son ami Fritz Barsch. Barsch écrit alors une chanson effrontée qui s'adresse clairement à ces femmes. Yette l'interprète le lendemain soir et est arrêtée peu de temps après avec Barsch.
Le comte Opalla intervient et fait sortir Yette de prison en simulant un engagement avec Yette et en déclarant que Yette quittera Berlin le lendemain et ira au Tyrol avec lui. Il parvient en fait à persuader Yette d'abandonner sa carrière et à la convaincre de l'épouser.
Arrivée au Tyrol, Yette rencontre le père d'Eugen. Il fait savoir à son fils qu'il est hors de question qu'elle soit sa bru. Eugen ne veut pas abandonner la chanteuse. En attendant, la femme du directeur de théâtre regrette son intrigue contre Yette, car le théâtre fait des pertes. Mme Körting donne à la mère de Yette 2 000 marks. Avec cet argent, Yette pourrait revenir à Berlin. La mère et la sœur partent donc au Tyrol et sont tellement impressionnées par la luxueuse propriété du comte Opalla qu'elles ne disent pas à Yette qu'une nouvelle opportunité l'attend à Berlin. Quelques jours plus tard, Fritz Barsch vient également au Tyrol. Par ruse, il réussit à ramener Yette au théâtre. La chanteuse découvre ses sentiments pour Fritz Barsch et se rend compte que le comte Opalla ne lui convient pas. Elle rentre à Berlin avec Fritz.

## Fiche technique
- Titre : Yette la divine
- Titre original : Die göttliche Jette
- Réalisation : Erich Waschneck assisté de Bruno Carstens
- Scénario : Rolf Meyer (de), Kurt E. Walter (de)
- Musique : Georg Haentzschel
- Direction artistique : Robert A. Dietrich (de), Max Knaake (de)
- Costumes : Willi Ernst, Ilse Naumann
- Photographie : Friedl Behn-Grund
- Son : Erich Lange
- Montage : Walter Fredersdorf (de)
- Production : Erich Waschneck
- Sociétés de production : Fanal-Filmproduktion GmbH
- Sociétés de distribution : Europa-Filmverleih AG
- Pays d'origine :  Reich allemand
- Langue : allemand
- Format : Noir et blanc - 1,37:1 - Mono - 35 mm
- Genre : Musical
- Durée : 97 minutes
- Dates de sortie :
  -  Reich allemand : 18 mars 1937.

## Distribution
- Grethe Weiser : Yette Schönborn
- Viktor de Kowa :  Fritz Barsch
- Kurt Meisel : Le comte Eugen Opalla
- Alfred Schlageter : Le père d'Eugen
- Hans Junkermann : Körting, le directeur du théâtre
- Olga Limburg (de) : Mme Körting
- Jakob Tiedtke : Le Kommerzienrat
- Hansi Arnstaedt (de) : Son épouse
- Paul Westermeier : Le directeur de la banque
- Annemarie Steinsieck (de) : Son épouse
- Marina von Ditmar : Paula Schönborn
- Wilhelm Bendow : Liebreich, un vieux mime
- Antonie Jaeckel (de) : La gouvernante du comte Opalla
- Ernst Legal : Professeur Cravallo
- Gerhard Dammann (de) : Un policier
- Erich Dunskus : Un policier
- Paul Rehkopf : Un policier
- Oscar Sabo : Fliederbusch, l'agent de théâtre
- Elsa Wagner : Kunkeln, la costumière
- Ernst Waldow : August
- Rudolf Klein-Rogge : Müller, le conseiller municipal

## Article annexe
- Liste des longs métrages allemands créés sous le nazisme

## Crédit d'auteurs
- (de) Cet article est partiellement ou en totalité issu de l’article de Wikipédia en allemand intitulé « Die göttliche Jette » (voir la liste des auteurs).